# Raymond Leygue
Pour les articles homonymes, voir Leygue.

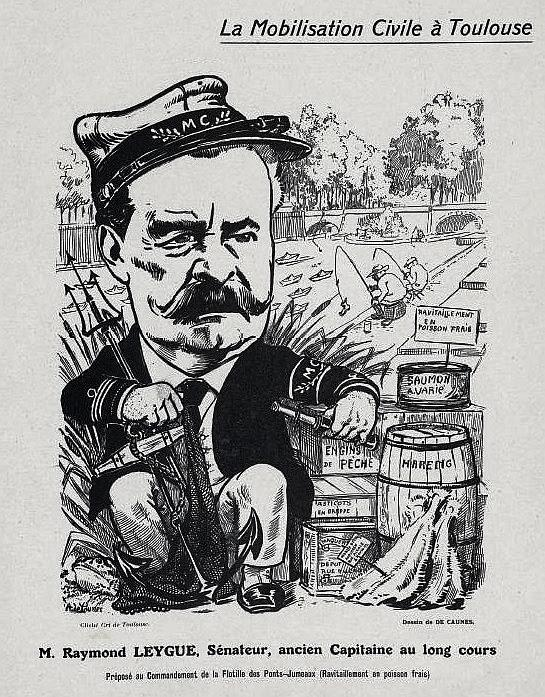
Caricature du "capitaine" Raymond Leygue (mars 1917).

Raymond Leygue est un homme politique français, né le 6 avril 1850 à Saint-Orens (Haute-Garonne) et mort le 15 juillet 1929 à Muret (Haute-Garonne). Capitaine au long cours, il est élu député puis sénateur.

## Biographie
Il est le fils d'un homme politique toulousain, Armand Leygue, ex-sous-commissaire du gouvernement-provisoire en 1848, opposant au coup d'État de Louis-Napoléon Bonaparte en 1851. Capitaine au long cours de profession, il est élu en 1881 conseiller général en 1881 du département de la Haute-Garonne, pour le canton de Toulouse-Sud, il est député de la Haute-Garonne de 1890 à 1906, puis sénateur de la Haute-Garonne de 1906 à 1920. Il est également maire de Toulouse de 1908 à 1912.
Son frère puîné, Honoré, fut aussi député de la Haute-Garonne de 1898 à 1907 et sénateur de la Haute-Garonne de 1907 à 1924.

## Sources

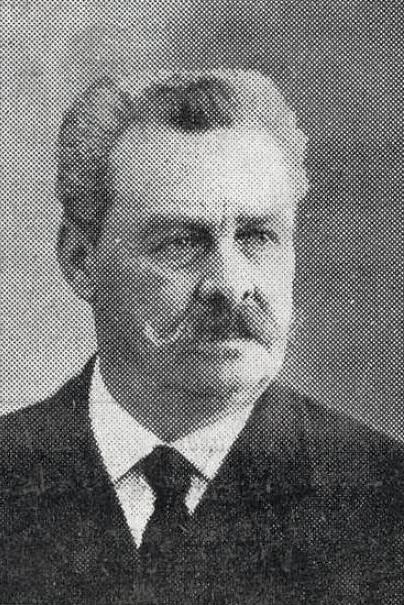
Raymond Leygue (en 1916).

1. ↑  « 2 E IM 3780 - Saint-Orens-de-Gameville. 1 E 18 registre d'état civil : naissances, mariages, décès. (collection communale) - 1848-1854 AD31 », sur Archives départementales de la Haute-Garonne (consulté le 9 octobre 2024)

- Sénat
- Base Sycomore

- « Raymond Leygue », dans le Dictionnaire des parlementaires français (1889-1940), sous la direction de Jean Jolly, PUF, 1960 [détail de l’édition]
- 1851.fr
- Délibérations du conseil général de la Haute-Garonne (1910), sur Gallica